# لئون برونکارت
لئون برونکارت (انگلیسی: Léon Bronckaert؛ زادهٔ ۲۸ ژوئن ۱۸۹۳ - درگذشت نامشخص) ژیمناست هنری اهل بلژیک بود.